# فالکو زندرا
فالکو زندرا (انگلیسی: Falko Zandstra؛ زادهٔ ۲۷ دسامبر ۱۹۷۱) اسکیت‌باز سرعت اهل پادشاهی هلند است.